# Ajuntament de Batea
L'Ajuntament de Batea és un edifici del municipi de Batea (Terra Alta) inclòs en l'Inventari del Patrimoni Arquitectònic de Catalunya.

## Descripció
Aixecat durant el segle xix sobre construccions anteriors, és un edifici de tres plantes amb un pati interior on hi ha escales principals. A la planta baixa té una porxada que lliga amb les dels edificis veïns formant una seqüència coberta des de la plaça i que segueix pel carrer Major; el seu porxo està format per tres arcs de pedra de mig punt sobre pilars, amb àbacs, quadrats damunt bases.
El seu sostre és de bigues de fusta amb revoltons a la catalana. Les dues plantes superiors estan separades per una cornisa. La baixa té balcons i l'altra finestres i un balcó centrat.
La façana, perfectament simètrica, està coronada per una mena de frontó arrodonit al mig del qual hi ha un rellotge i una campana amb estructura metàl·lica per sobre. També hi trobem un escut de la vila esculpit.
Els laterals tenen una cornisa motllurada i coberta de teula àrab. L'interior ha estat restaurat posteriorment amb una gran profusió de manises.